# Можгинская возвышенность
Можгинская возвышенность (тат. Можга калкулыгы) — возвышенность на территории Удмуртии, Татарстана и Кировской области между реками Вятка, Иж, Кама, Кильмезь-Вала (частично).
Имеет довольно мягкие, пологие очертания. Более резко выражена в бассейне верхней Валы и в районе истоков Пычаса, Тоймы, Умяка и других рек. Большая часть территории распахана; местами встречаются смешанные леса. Преобладающие высоты 180—220 м. Наивысшая точка — Нардыгская гора (258 м).
Сложена известняками, доломитами, песчаниками, глинами и мергелями верхнего отдела пермской системы (уфимский, казанский и татарский ярусы). Совпадает с восточной частью северного купола Татарского свода. В речных долинах развиты аллювиальные отложения, слагающие комплексы речных террас. Возвышенность расчленена сетью рек, балок и оврагов. Речные долины характеризуются резко выраженной асимметрией склонов. Леса большей частью вырублены, освободившиеся земли распаханы.
Крупнейшие реки, берущие начало на возвышенности: Вала, Тойма, Умяк, Люга, Постолка, Кылт.
В средней части возвышенности расположен город Можга.